# Quá nhiều và Không đủ
Quá nhiều và không đủ: Gia đình tôi đã tạo nên người đàn ông nguy hiểm nhất thế giới như thế nào (tên bản ngữ tiếng Anh: Too Much and Never Enough: How My Family Created the World's Most Dangerous Man) là cuốn sách của Mary L. Trump, sinh năm 1965, cháu gái của Donald Trump. Nó được phát hành vào ngày 14 tháng 7 năm 2020 bởi nhà xuất bản Simon & Schuster. Cuốn sách cung cấp một cái nhìn nội bộ về động thái của gia đình Trump, tiết lộ chi tiết về các giao dịch tài chính, bao gồm cả việc tác giả là nguồn tin ẩn danh đã tiết lộ nghi ngờ gian lận thuế cho The New York Times. Gia đình Trump đã khởi kiện để cố gắng làm cho nó không được xuất bản nhưng không thành công trong việc trì hoãn việc phát hành cuốn sách.

## Bối cảnh
Tác giả của cuốn sách, Mary L. Trump, là một nhà tâm lý học lâm sàng, con gái của Fred Trump Jr., người con trai cả của ông nội bà là Fred Trump Sr. Bà dạy các nghiên cứu sinh về các chủ đề chấn thương, tâm thần học và tâm lý học phát triển. Mary đã viết một luận văn về những nạn nhân bị rình rập, tiến hành nghiên cứu về bệnh tâm thần phân liệt, và viết các phần của cuốn sổ tay y tế nổi tiếng Chẩn đoán: Bệnh tâm thần phân liệt. Cha bà qua đời năm 1981 ở tuổi 42 vì bị nhồi máu cơ tim do nghiện rượu. Mary lúc đó chỉ mới được 16 tuổi.
Sau cái chết của Fred Sr năm 1999, Mary và anh trai cô, Fred III, tranh cãi về di chúc thư của Fred Sr tại tòa chứng thực di chúc, tuyên bố rằng Fred Sr đã bị mất trí nhớ, và di chúc thư đã được "tạo ra một cách gian lận và ảnh hưởng trái lẽ " bởi những người con khác của Fred Sr., là Donald, Maryanne và Robert. Một tuần sau, Donald, Maryanne và Robert chấm dứt bảo hiểm y tế cho cậu con trai 18 tháng tuổi của Fred III, William, người bị chứng co thắt động kinh. Trong một cuộc phỏng vấn với New York Daily News, Mary nói rằng "cô và các chú của bà phải biết xấu hổ về điều đó. Tôi chắc chắn rằng họ không." Vụ kiện sau đó được giải quyết và bảo hiểm y tế của William được khôi phục. Donald vào năm 2016 giải thích về hành động của mình: "Tôi rất tức giận vì họ đã kiện".
Sau chiến dịch tranh cử tổng thống thành công của chú mình, Mary Trump đã liên lạc với tờ báo The New York Times và cung cấp cho họ các hộp đựng tài liệu thuế má của gia đình Trump như một nguồn ẩn danh. Các tài liệu này đã được sử dụng cho một bài báo năm 2018 của David Barstow, Susanne Craig và Russ Buettner kể chi tiết về gian lận tài chính của Trump. Nhờ bài báo này các tác giả đã giành được Giải thưởng Pulitzer về Tường thuật Giải thích.
Barstow theo đuổi Mary Trump với lời đề nghị sẽ viết dùm một cuốn sách cho bà ấy. Ông ta giới thiệu bà với Andrew Wylie, nhà quản lý của ông ta, người đề nghị sẽ ứng trước nhiều triệu đô la cho bà nếu bà tham dự. Craig và Buettner đã rất tức giận khi biết chuyện này, và các biên tập viên của Times đã cấm Barstow viết cuốn sách đó, vì họ cảm thấy rằng sự tham gia của ông sẽ vi phạm các nguyên tắc đạo đức của tờ báo. Mary Trump cuối cùng hợp tác với Jay Mandel của WME, và bán quyền xuất bản cuốn sách của mình cho Simon & Schuster trong một cuộc đấu giá.

## Tóm tắt nội dung
Cuốn sách có dạng tiểu sử theo trình tự thời gian; trong đó Donald Trump là tâm điểm của câu chuyện, Mary Trump dành sự quan tâm đáng kể cho các thành viên khác trong gia đình Trump như là một cách để làm sáng tỏ động lực qua lại và các giao dịch tài chính của họ. Dựa trên kỹ năng của bà như một nhà tâm lý học lâm sàng, tác giả cố gắng cung cấp các hoạt động bên trong gia đình lấy đó làm nền tảng để phân tích Donald, nhưng tránh chẩn đoán ngay lập tức.
Trong Phần Một: Sự tàn nhẫn là điểm chính, tác giả mô tả nhân tính của người ông gia trưởng, Fred Trump Sr., và cố gắng làm sáng tỏ lối cư xử của ông với con cái đã ảnh hưởng lâu dài đến chúng như thế nào. Dựa trên hồi ức từ các thành viên gia đình, Mary chẩn đoán Fred Sr là một người mắc hiệu ứng phi xã hội cao luôn tìm cách lợi dụng những người xung quanh vì lợi ích của mình. Donald, trong khi quan sát anh trai Fred Jr của mình bị chỉ trích vì những thiếu sót trong nhận thức, sửa đổi bản chất của mình để tránh thể hiện sự buồn bã, yếu đuối hoặc tốt bụng. Mary nói rằng ảnh hưởng của Fred làm cho Donald bị hạn chế khả năng tiếp cận với phạm vi cảm xúc của mình. Mẹ của họ, Mary, vợ của Fred Sr được mô tả là có vấn đề về thể chất và tinh thần trong thời gian con cái bà lớn lên do chứng loãng xương.  Sau này, bà tiết lộ với Mary rằng bà cảm thấy nhẹ nhõm khi Donald được gửi đến trường quân đội, vì ông ta đã trở nên hung hăn và không vâng lời bà.
Phần nhì: Bên sai của đường ray, tác giả đã ghi lại  sự nghiệp ban đầu của Donald Trump. Mary nhận xét rằng, vì Fred Sr chưa bao giờ đạt được danh tiếng mà ông cho là xứng đáng nhờ sự nhạy bén trong kinh doanh của mình, nên ông rất vui mừng khi cho phép con trai cưng Donald của mình đóng vai trò xuất hiện trước công chúng trong khi ông lo cho công việc thực tế bằng cách dựa nhiều vào quan hệ chính trị và các mối quan hệ khác. Trong lúc đó, Fred Jr nhận ra rằng, sau khi Fred Sr đổ lỗi một cách bất công cho ông ta về sự thất bại của các dự án nhà ở lớn, ông ta bắt đầu gạt con trai cả của mình ra rìa để hỗ trợ Donald, và do đó quyết định rời khỏi công việc kinh doanh của gia đình để theo đuổi sự nghiệp phi công thương mại. Sự gièm pha liên tục của gia đình về nghề mà ông đã chọn đã góp phần vào việc ông phải vật lộn với chứng nghiện rượu và các vấn đề khác, dẫn đến cả sự nghiệp hàng không và hôn nhân của ông đều thất bại. Cuối cùng ông chết vì một cơn nhồi máu cơ tim trong một bệnh viện cách xa gia đình, trong khi cha mẹ ông ta đợi ở nhà và người em trai Donald lúc đó đang ngồi trong một rạp chiếu phim.
Phần ba: Khói và Gương, tác giả trình bày chi tiết về việc, khi ảnh hưởng của Fred Sr. dần dần biến mất, Donald Trump đã phải vật lộn như thế nào để vận hành doanh nghiệp của mình mà không có kiến thức và các mối liên hệ mà cha ông cung cấp. Mary mô tả Donald là một doanh nhân kém cỏi, người chỉ có thể tiếp tục xuất hiện chỉ vì các cộng sự của ông không muốn phá bỏ cái mã bề ngoài, vì họ coi tai tiếng của ông như một tài sản. Có lúc Donald phải thương lượng với các chủ nợ để được cấp phát hàng tháng 450.000 USD. Mary cũng tập trung viết về việc gia đình đã đối xử với bà như thế nào sau cái chết của Fred Sr., bao gồm việc cắt bảo hiểm y tế của bà và anh trai bà, dẫn đến tình trạng bấp bênh cho đứa con bị bệnh của người anh trai. Mary quyết định dàn xếp bằng cách cho phép những người còn lại trong gia đình mua lại phần của bà trong tập đoàn gia đình với cái giá mà giờ đây bà hiểu đó là một định giá quá thấp. Cuối cùng, bà đã biết được giá trị thực sự của sự giàu có của gia đình mình vào lúc đó bằng cách đóng vai trò là một nguồn ẩn danh trong cuộc điều tra đoạt giải Pulitzer của tờ báo New York Times.
Phần thứ tư: Khoản đầu tư tồi tệ nhất từng được thực hiện, tác giả cung cấp quan điểm của mình về thời kỳ Donald Trump thực hiện chiến dịch thành công để trở thành Tổng thống Hoa Kỳ.
Mary một lần nữa dựa vào quá trình đào tạo của mình như một nhà tâm lý học để tuyên bố rằng ông nội Fred Sr. của cô đã khởi xướng một đường dây trực tiếp đến nhiều tác nhân quyền lực hơn, tất cả đều cho phép bản năng tồi tệ nhất của Donald phục vụ nhu cầu riêng tư của họ. Bà nói rằng, do năng lực tâm lý của Trump bị ngừng phát triển hoàn toàn khi còn trẻ,vì vậy ông rất dễ bị thao túng bởi các tác nhân trong và ngoài nước có năng lực hơn.

## Cáo buộc
Cuốn sách, được tường thuật,  bao gồm cách Mary cung cấp cho The New York Times các tài liệu thuế bí mật từ gia đình Trump, dẫn đến việc tờ Times cáo buộc rằng Donald tham dự gian lận, cũng như tường thuật rằng Donald đã chuyển khoảng 413 triệu đô la  từ các doanh nghiệp bất động sản của cha ông để hỗ trợ các doanh nghiệp đang gặp khó khăn của chính ông trong những năm 1990. Cuốn sách cũng cáo buộc Donald trả tiền cho một người bạn, Joe Shapiro, để làm bài thi SAT cho ông ta. Mary nói trong cuốn sách rằng Donald và Fred Sr. đã bỏ bê cha cô và góp phần vào cái chết của ông vì nghiện rượu, và Donald sau đó đã miệt thị và coi thường Fred Sr. khi Fred Sr. mắc bệnh Alzheimer.

### Phát hành băng ghi âm
Vào ngày 22 tháng 8 năm 2020, Mary công bố các đoạn băng ghi âm về các cuộc trò chuyện của bà với người cô  Maryanne Trump Barry, chị cả của Donald và là một cựu thẩm phán liên bang Hoa Kỳ. Bà là người đảng Cộng Hòa, được cố Tổng Thống Ronald Reagan bổ nhiệm làm chánh án tòa liên bang từ ngày 7 Tháng Mười, 1983, từng tỏ ra rất ngạc nhiên về việc được một tổng thống Dân Chủ, ông Bill Clinton, bổ nhiệm lên tòa kháng án liên bang.
Những tuyên bố của Barry trong các đoạn ghi âm chứng minh nhiều cáo buộc được đưa ra trong cuốn sách của Mary. Lý do Mary ghi lại các cuộc trò chuyện là để thu thập bằng chứng cho thấy việc giải quyết tài sản thừa kế từ ông nội của bà dựa trên tổng giá trị bị đánh giá thấp nghiêm trọng. Trong các đoạn ghi âm, Barry bày tỏ sự kinh hoàng trước chính sách nhập cư của Donald nhằm tách trẻ em khỏi cha mẹ chúng, bà chê bai những người ủng hộ tôn giáo của ông cho họ thiếu lòng nhân ái, và than thở về sự tàn nhẫn và giả tạo của ông.  Các đoạn ghi âm tiết lộ rằng Barry là nguồn gốc của việc Mary cho rằng Donald đã trả tiền cho một người bạn để làm bài thi tuyển sinh đại học cho ông ta.

## Xuất bản
Simon & Schuster ban đầu ấn định ngày phát hành là 11 tháng 8 năm 2020, và cho phép tờ The Daily Beast, được tường thuật độc quyền. Tờ báo đã đăng một bài báo về cuốn sách vào ngày 15 tháng 6. Hai ngày sau, cuốn sách đạt No. 5 trong danh sách bán chạy nhất của Amazon. Đáp ứng về bài báo đã khiến họ dời ngày xuất bản lên 28 tháng 7. Vào ngày 6 tháng 7, Simon & Schuster thông báo rằng họ đã dời ngày xuất bản sang ngày 14 tháng 7 do "nhu cầu cao và sự quan tâm đặc biệt", điều này đã khiến nó vượt qua The Room Where It Happened với tư cách là sách bán chạy nhất trên Amazon. Vào ngày 17 tháng 7 năm 2020, Simon & Schuster thông báo rằng cuốn sách đã bán được hơn 950.000 bản trong các đơn đặt hàng trước tính đến ngày xuất bản, một kỷ lục mới của nhà xuất bản. Trong tuần đầu tiên, Too Much và Never Enough đã bán được 1,35 triệu bản.

### Các nỗ lực pháp lý để ngừng xuất bản
Donald Trump, theo The Daily Beast, đã thảo luận về khả năng đưa ra các hành động pháp lý chống lại Mary. Ông ta nói với trang mạng  Axios rằng Mary trước đó đã ký một thỏa thuận không tiết lộ (NDA) "rất mạnh mẽ", "bao gồm tất cả mọi thứ", và vì vậy theo ông ta, cô ấy "không được phép viết sách".
Robert Trump đệ đơn kiện vào ngày 23 tháng 6, cố gắng đảm bảo để được một lệnh cấm sơ bộ và lệnh cản trở tạm thời để chặn việc xuất bản, trích dẫn NDA của Mary. Trong một phiên điều trần vào ngày 25 tháng 6, Thẩm phán Peter J. Kelly của Tòa án Hành chính Quận Queens ở thành phố New York đã bác bỏ vụ kiện do thiếu thẩm quyền. Robert đã đưa vụ việc của mình ra một tòa án sơ thẩm Tổng quát, Tòa án Tối cao New York ở Quận Dutchess, nơi vào ngày 30 tháng 6, Thẩm phán Hal B. Greenwald đã ra lệnh tạm thời dừng việc phát hành cuốn sách, đồng thời ấn định một phiên điều trần vào ngày 10 tháng 7 để quyết định xem cuốn sách  có  nên bị chặn xuất bản vĩnh viễn. Một thẩm phán phúc thẩm ở New York, Alan D. Scheinkman, vào ngày 1 tháng 7, đã đảo ngược quyết định của tòa án cấp dưới, nhận định rằng, Simon & Schuster không phải là một phe của NDA, cho nên không phải chịu sự kiềm chế trước lệnh dừng việc phát hành theo như Tu chính án đầu tiên, cho nên phán quyết, Simon & Schuster có thể tiếp tục xuất bản cuốn sách trong khi chờ phiên điều trần vào ngày 10 tháng 7, nhưng vẫn cấm Mary tham gia các hoạt động bán sách và để ngỏ câu hỏi là Mary có vi phạm NDA hay không. Vào ngày 2 tháng 7 năm 2020, Mary nộp bản khai có tuyên thệ cho là bà không bị ràng buộc bởi điều khoản NDA trong thỏa thuận dàn xếp vì nhiều lý do, bao gồm cả việc tài sản "được định giá... trong... Thỏa thuận dàn xếp... là gian lận."
Vào ngày 13 tháng 7, quan tòa Greenwald đã đưa ra phán quyết khẳng định Simon & Schuster có quyền tiếp tục xuất bản cuốn sách và nhận định, Mary, theo hợp đồng của bà với Simon & Schuster, không thể ngừng xuất bản, rằng đó sẽ là "vô nghĩa" khi ra lệnh cho bà ấy ngừng xuất bản một cuốn sách "đã được xuất bản và phân phối với số lượng lớn" rồi. Quan tòa cũng cho rằng vụ án cũng yếu hơn vì Robert là người đưa vụ này ra tòa, trong khi cuốn sách tập trung chủ yếu vào anh trai của ông, Donald, vị tổng thống. Robert có thể vẫn cố gắng đòi Mary bồi thường thiệt hại bằng tiền, nhưng kể từ ngày ra phán quyết, không chắc ông ta có ý định làm như vậy hay không. Robert qua đời một tháng sau đó, vào ngày 15 tháng 8.

## Tiếp nhận
Cuốn sách nhận được đánh giá nói chung là tích cực. Các nhà phê bình khen ngợi tác giả đã dựa trên cả kỷ năng của bà ấy về tâm lý học lâm sàng và kiến thức về lịch sử gia đình để tạo ra một tác phẩm nổi bật trong thể loại tiết lộ đời tư của Trump. Jennifer Szalai của The New York Times ca ngợi sự cam đảm và quyết tâm của tác giả, mô tả cuốn sách là "được viết từ nỗi đau và được soạn thảo để làm tổn thương," phần sau của mô tả trên Mary sau đó bác bỏ.
Los Angeles Times so sánh sự khác biệt của cuốn sách này với các tác phẩm khác về nhiệm kỳ tổng thống của Trump, nói rằng cách thức đồng cảm mà tác giả tiếp cận chủ đề tạo nên một sự độc đáo. The Atlantic đồng ý với nhận định của tác giả rằng Donald Trump đã cho phép các động lực gia đình độc hại tương tự được đưa lên chính trường quốc gia. David Aaronovitch của The Times ghi nhận rằng cuốn sách phần lớn nói về Fred Trump Sr., và tin rằng bằng cách qua đó định hình Donald một cách rõ ràng, sự hiện diện của vị gia trưởng cũ theo một cách nào đó phần lớn phủ kín lịch sử chính trị hiện đại. Chris Taylor của Mashable thì nghiêm khắc hơn, cho rằng tác giả trong khi đưa ra những tuyên bố sâu rộng, thỉnh thoảng lại mâu thuẫn với chính mình.